# DakhaBrakha
DakhaBrakha es un cuarteto ucraniano que combina los estilos musicales de varios grupos étnicos. Fue ganador del Premio Sergey Kuryokhin en 2009. 
DakhaBrakha es un proyecto del Centro DAKh de Arte Contemporáneo, dirigido por Vladyslav Troitskyi y nacido como un grupo de música de teatro en vivo. Troitskyi sigue siendo el productor de la banda. Los miembros de DakhaBrakha participan en otros proyectos del Centro DAKh, especialmente en el proyecto de cabaret de mujeres llamado Dakh Daughters, así como en el festival anual Gogolfest .

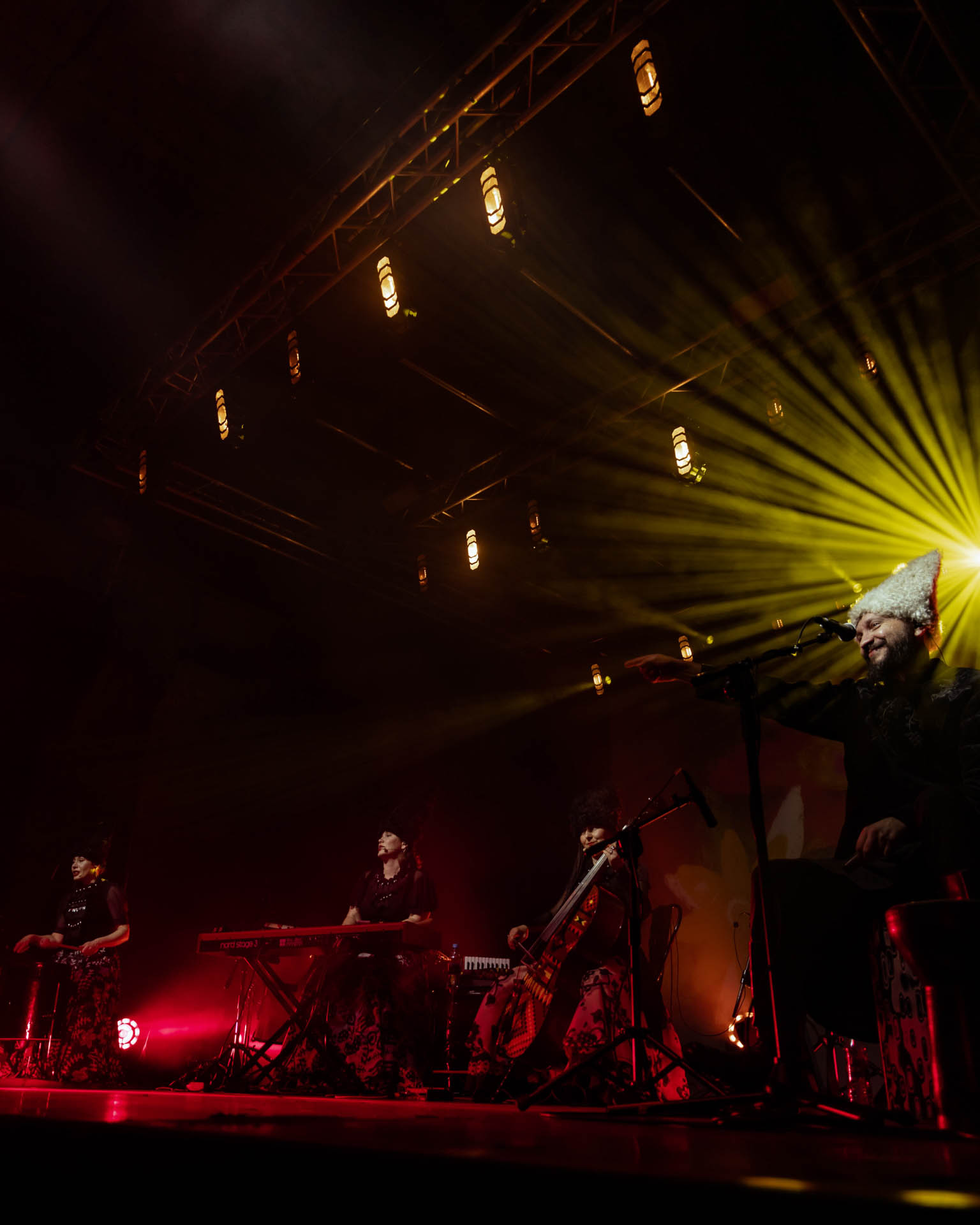
DakhaBrakha en 2022.

## Etimología de nombre
El nombre del grupo deriva de los verbos ucranianos Давати y Брати, que significan "dar" y "tomar", respectivamente, mientras juegan con el nombre del Centro de Arte "Dakh" (literalmente 'techo' o 'tejado' en ucraniano).

## Integrantes
- Marko Halanevych - voz, tambor, tabla, didgeridoo, armónica, acordeón, cajón
- Olena Tsybulska - voz, percusión
- Iryna Kovalenko - voz, djembe, flauta, buhay, piano, ukelele, zgaleyka
- Nina Harenetska - voz, violonchelo

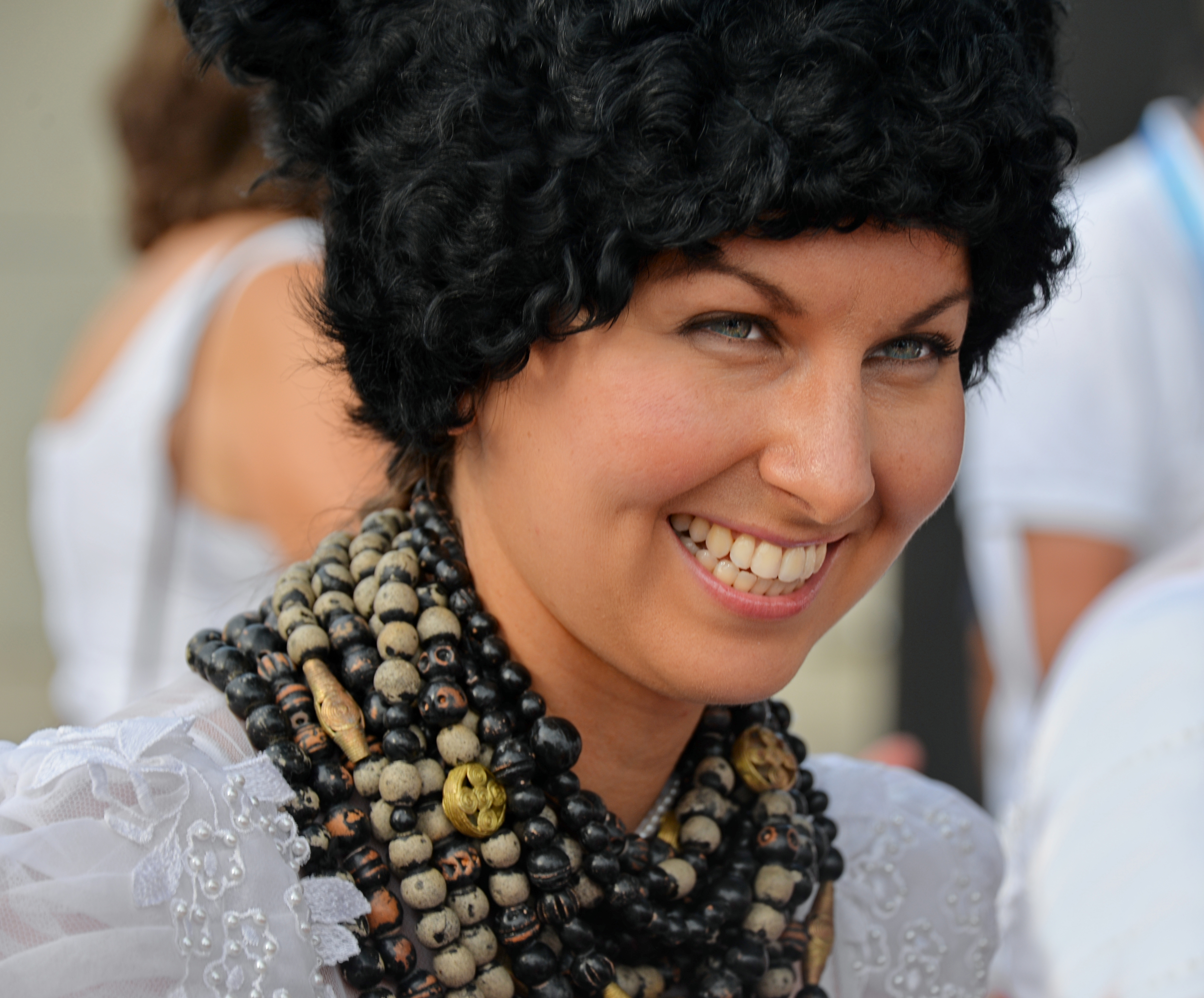
Nina Harenetska
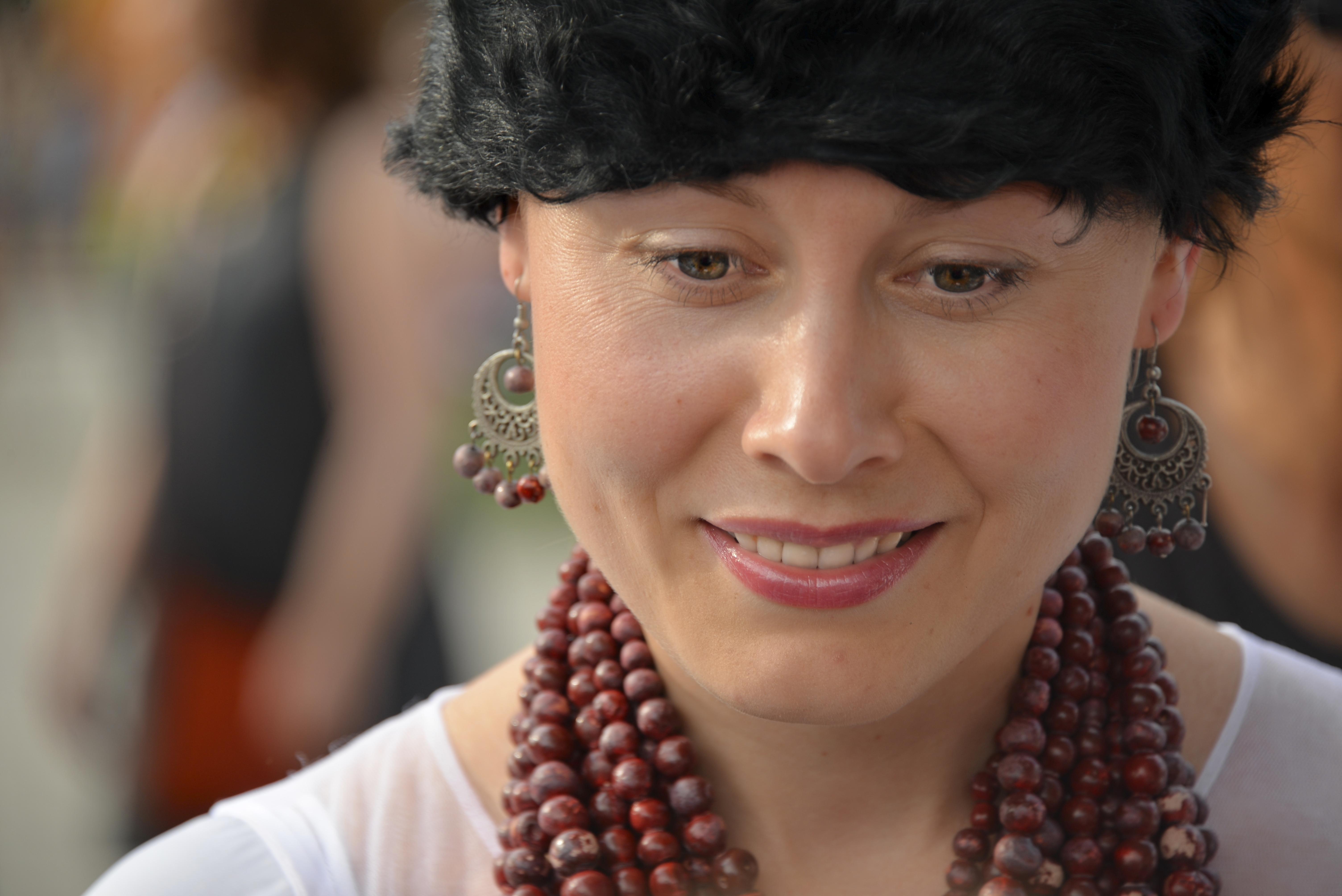
Olena Tsybulska
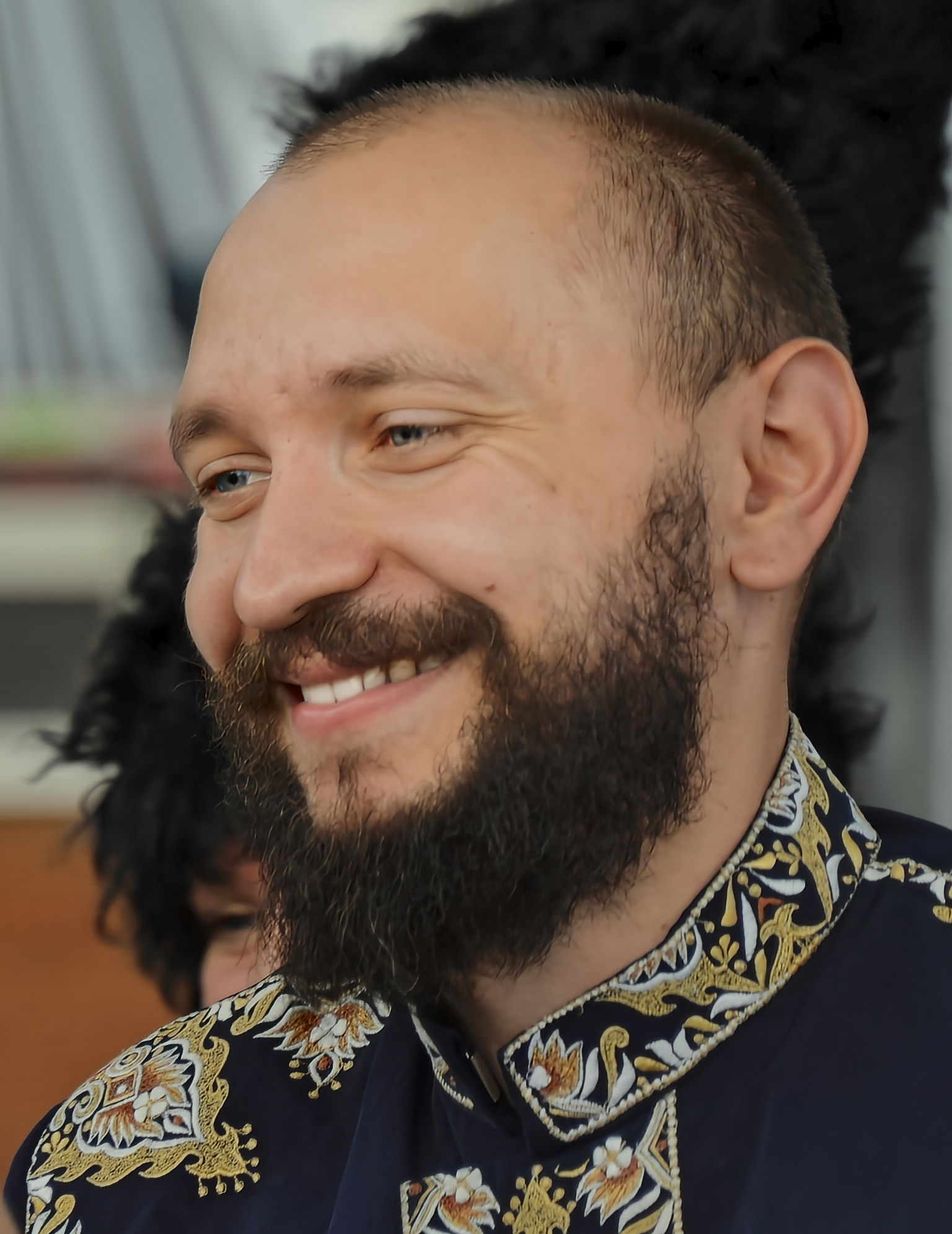
Marko Halanevych
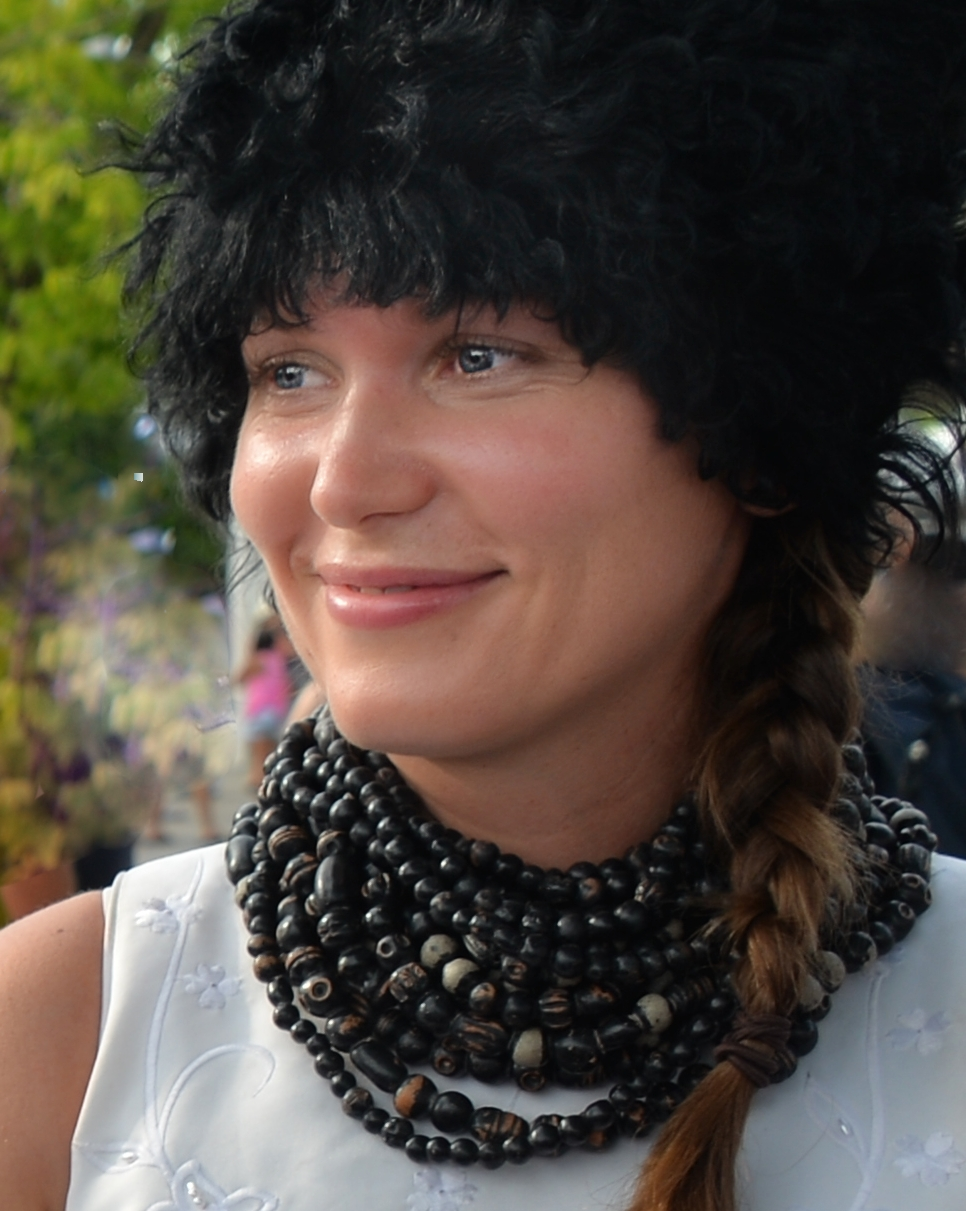
Iryna Kovalenko

Todos los miembros son graduados de la Universidad Nacional de Cultura y Artes de Kiev. Nina Garenetska participa en el proyecto Dakh Daughters.

## Discografía
- На добраніч (2005)
- Ягудки (2007)
- На межі (2009)
- Light (2010)
- Хмелева project (2012)
- Шлях / The Road (2016)
- Alambari (2020)

## Bandas sonoras
- 2018 - Tráiler de la canción para House 99, la marca de David Beckham (Reino Unido)
- 2017 - Bitter Harvest (Canadá)
- 2017 - Mavka. The Forest Song (Ucrania)
- 2017 - Fargo (Estados Unidos)

## Origen

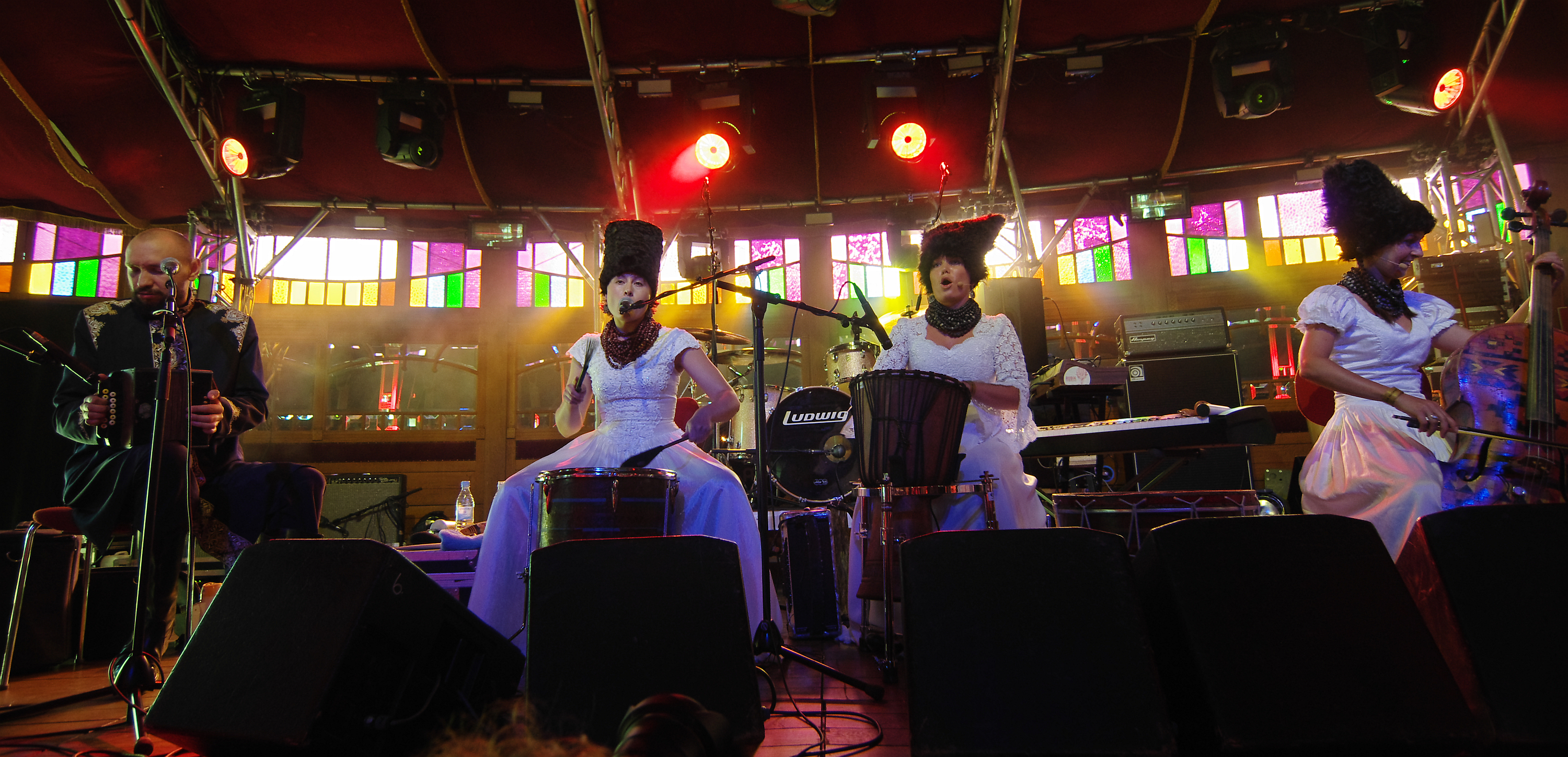
DakhaBrakha en el Festival Haldern Pop en 2013

DakhaBrakha fue originalmente un proyecto secundario del teatro de vanguardia ucraniano, Dakh, y su director artístico, Vladislav Troitsky.

## Festivales
DakhaBrakha participó en junio de 2014 en el Bonnaroo Music and Arts Festival celebrado en Mánchester, Tennessee. DakhaBrakha fue invitado a participar a través del escaparate globalFEST. Fueron proclamados por Rolling Stone como "Mejor Breakout" del festival.
Tocaron en el Festival de Glastonbury en West Holts. Actuaron en julio de 2017 y julio de 2018 en el Festival de Música y Danza Finger Lakes GrassRoots llevado a cabo en Trumansburg, Nueva York. En 2019, se presentaron en el Centro Michael Schimmel para las Artes en Manhattan.